# 扇叶铁线蕨
扇叶铁线蕨（学名：Adiantum flabellulatum）为铁线蕨科铁线蕨属下的一个种。